# Yves Pambou
Yves Simon Pambou Loembet, noto semplicemente come Yves Pambou (Montfermeil, 27 novembre 1995), è un calciatore francese naturalizzato congolese (Repubblica del Congo), centrocampista dell'Olympique Saumur.

## Caratteristiche tecniche
Centrocampista molto duttile, dotato di forte dinamismo, può essere schierato sia in posizione centrale che sulle fasce.

## Carriera

### Club
Cresciuto nel Nantes, nell'agosto del 2013 passa alla Reggina, con cui colleziona venti presenze nella sua prima esperienza professionistica. Dopo diversi mesi passati da svincolato, il 29 gennaio 2015 viene tesserato dal Trélissac, club militante nella serie nella quarta serie francese. L'8 luglio seguente firma un triennale con il DAC Dunajská Streda, venendo impiegato con regolarità nelle stagioni successive. Il 23 agosto 2018 si lega con un annuale all'Hapoel Petah Tiqwa.

### Nazionale
Di origini congolesi, ha esordito con la nazionale africana il 1º settembre 2017, nella partita di qualificazione al Mondiale 2018 pareggiata per 1-1 contro il Ghana.

## Statistiche

### Cronologia presenze e reti in nazionale
| Cronologia completa delle presenze e delle reti in nazionale ― Rep. del Congo | Cronologia completa delle presenze e delle reti in nazionale ― Rep. del Congo | Cronologia completa delle presenze e delle reti in nazionale ― Rep. del Congo | Cronologia completa delle presenze e delle reti in nazionale ― Rep. del Congo | Cronologia completa delle presenze e delle reti in nazionale ― Rep. del Congo | Cronologia completa delle presenze e delle reti in nazionale ― Rep. del Congo | Cronologia completa delle presenze e delle reti in nazionale ― Rep. del Congo | Cronologia completa delle presenze e delle reti in nazionale ― Rep. del Congo |
| Data                                                                          | Città                                                                         | In casa                                                                       | Risultato                                                                     | Ospiti                                                                        | Competizione                                                                  | Reti                                                                          | Note                                                                          |
| ----------------------------------------------------------------------------- | ----------------------------------------------------------------------------- | ----------------------------------------------------------------------------- | ----------------------------------------------------------------------------- | ----------------------------------------------------------------------------- | ----------------------------------------------------------------------------- | ----------------------------------------------------------------------------- | ----------------------------------------------------------------------------- |
| 1-9-2017                                                                      | Kumasi                                                                        | Ghana                                                                         | 1 – 1                                                                         | Rep. del Congo                                                                | Qual. Mondiali 2018                                                           | -                                                                             | 82’                                                                           |
| 8-11-2017                                                                     | Brazzaville                                                                   | Rep. del Congo                                                                | 1 – 1                                                                         | Benin                                                                         | Amichevole                                                                    | -                                                                             | 67’                                                                           |
| 12-11-2017                                                                    | Brazzaville                                                                   | Rep. del Congo                                                                | 1 – 1                                                                         | Uganda                                                                        | Qual. Mondiali 2018                                                           | -                                                                             | 71’                                                                           |
| 25-3-2018                                                                     | Mantes-la-Ville                                                               | Rep. del Congo                                                                | 2 – 0                                                                         | Guinea-Bissau                                                                 | Amichevole                                                                    | -                                                                             | 88’                                                                           |
| 9-10-2020                                                                     | Parchal                                                                       | Gambia                                                                        | 1 – 0                                                                         | Rep. del Congo                                                                | Amichevole                                                                    | -                                                                             | 78’                                                                           |
| Totale                                                                        |                                                                               | Presenze                                                                      | 5                                                                             |                                                                               | Reti                                                                          | 0                                                                             |                                                                               |